# Vrijstad Christiania

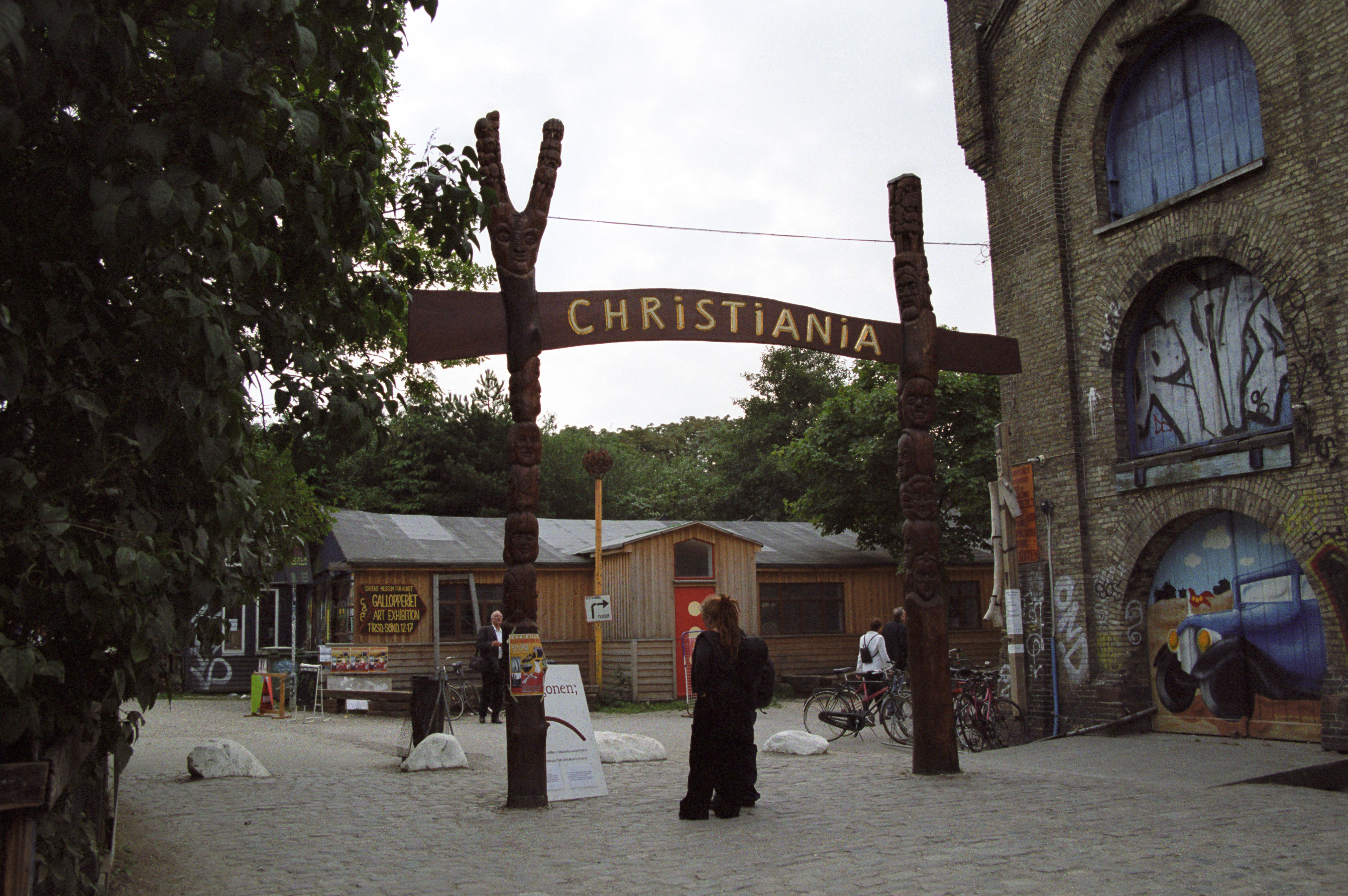
Hoofdingang van Vrijstad Christiania

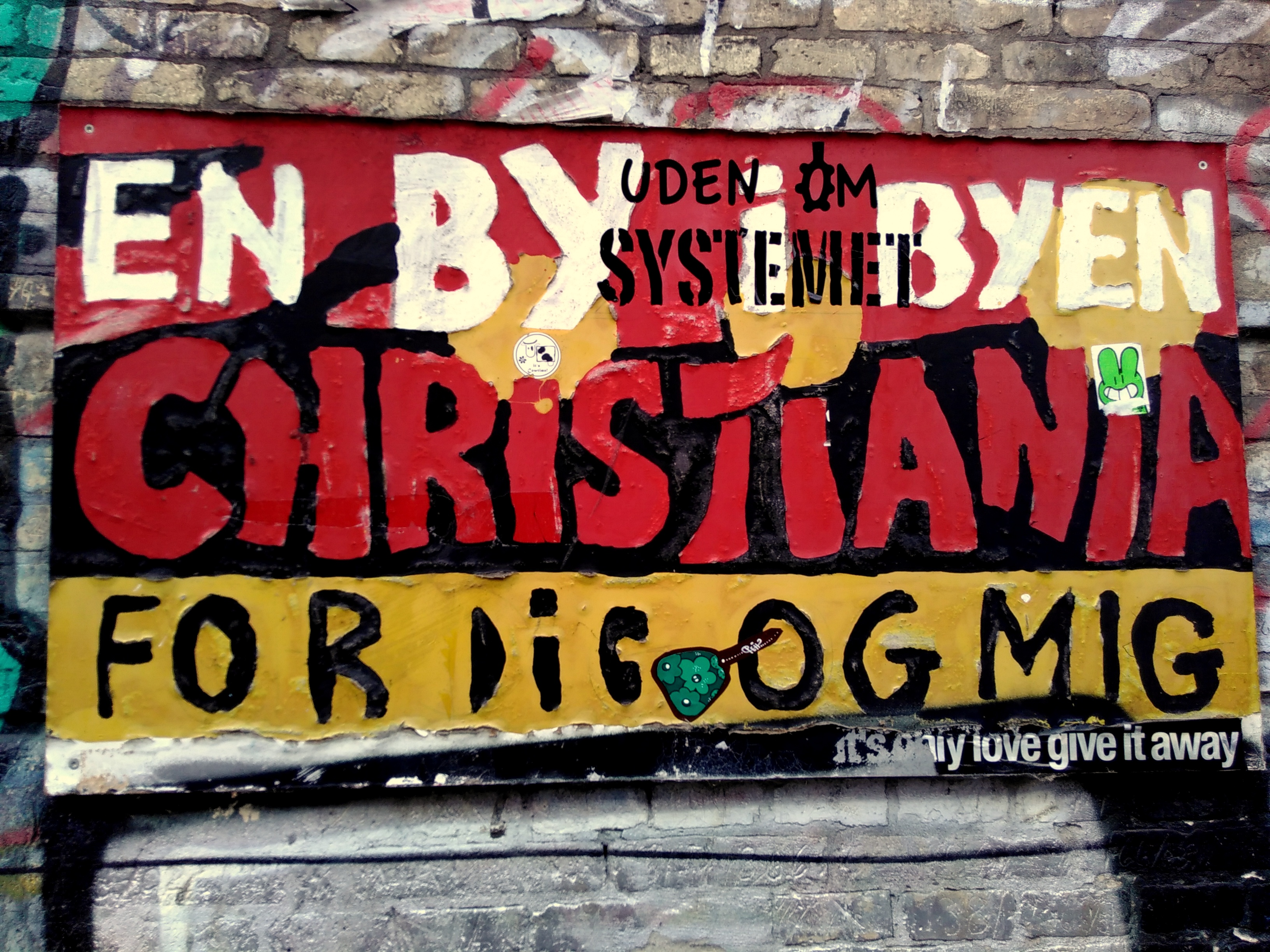
En by i byen for dig og mig (Een stad in de stad voor jou en mij)

De Vrijstad Christiania (Deens: Fristaden Christiania), meestal kortweg Christiania genoemd, is een zelfverklaarde semi-onafhankelijke enclave in de Deense hoofdstad Kopenhagen. Deze bevindt zich in het Kopenhaagse stadsdeel Christianshavn op Amager en wordt doorsneden door het kanaal Stadsgraven. Beide delen van Christiania zijn door een voetbrug (Dyssebroen) met elkaar verbonden. Het gebied is 7,7 hectare groot en het aantal bewoners wordt geschat op 850 à 1000. Dit zijn veelal krakers, hippies, anarchisten, kunstenaars en andere mensen die er moeite mee hebben zich te conformeren aan de maatschappij.

## Geschiedenis
Christiania werd gesticht in 1970, toen een groep hippies de verlaten militaire kazerne Bådsmandsstrædes Kaserne kraakte. Het kazernecomplex werd in 1617 gesticht door koning Christian IV en geldt als een historisch verdedigingswerk van grote monumentale betekenis.
In het begin probeerde de Deense regering de krakers te verwijderen, maar vanaf het einde van de jaren zeventig werd Christiania als een "sociaal experiment" getolereerd. Echter bleven er controversen bestaan over het niet betalen van water en stroom, de drugshandel en ontbrekende horeca- en bouwvergunningen. Deze geschillen zijn inmiddels min of meer opgelost, maar de gebouwen op Christiania voldoen nog niet aan openbare bouw- en ruimtevoorschriften. Dit is de kern van de tegenwoordige botsingen met de Deense staat.

## Situatie
Sommige huizen zijn direct op het beschermde wal- en vestingsgebied gebouwd, en volgens het plan van het rijk moet een deel van deze huizen weg en de historische wal hersteld worden. De Deense regering wil dat op een deel van het gebied privé- of huurwoningen kunnen worden gebouwd, echter in een stijl en vorm die de experimentele sfeer en het sociale karakter van Christiania respecteren. Dit wordt door de bewoners afgewezen daar ze de collectieve eigendommen willen behouden.
De buurt kent een vorm van zelfbestuur. De vrijstad is toegankelijk via verschillende toegangspoorten en particuliere auto's zijn op het terrein niet toegestaan. De bekendste 'straat' in Christiania was Pusher Street, waar vrijelijk in softdrugs werd gehandeld. Deze straat is na toenemende criminaliteit en geweldsincidenten op 6 april 2024 ontmanteld. Verkoop van drugs is sindsdien in het geheel niet meer toegestaan. 
Behalve Christiania-centrum met overwegend gekraakte bestaande bebouwing, kent de vrijstad ook een stukje bos van ongeveer een kilometer lengte, waarin enkele huisjes en boerderijtjes te vinden zijn, die veelal door de bewoners zelf zijn gebouwd uit gerecycleerd materiaal. Christiania heeft geen eigen school, wel kinderopvang, en enkele kruidenierswinkeltjes, een postkantoor voor lokale post, een bibliotheek, een 'stedelijk museum' en een eigen vuilnisdienst. In het centrum van Christiania zijn verschillende kroegjes en restaurantjes te vinden.
Sinds 1995 bestaat een overeenkomst tussen de bewoners en het Deense Ministerie van Defensie, dat nog steeds eigenaar van het gebied is. De bewoners betalen sindsdien belasting en een soort huur aan de gemeente Kopenhagen, hoewel deze vrij laag is.
In 2002 werden de hasjkraampjes in Pusher Street in camouflagenetten gehuld, als ironisch antwoord op verzoeken van de regering om minder openlijk in softdrugs te handelen. Op 4 januari 2004 werden de kraampjes in een demonstratieve actie door de bewoners afgebroken. Ze wilden naar eigen zeggen de liberaal-conservatieve regering in Denemarken geen voorwendsel geven om Christiania binnen te vallen. Op 16 maart 2004 werden de hasjhandelaars door een grootse politie-inval uit Christiania verwijderd. Een periode met veel onrust volgde. Volgens de critici van de actie was het resultaat dat de hasjhandel nu over de hele stad werd verspreid. Anderen zeggen echter dat dit al jaren het geval was. 
In een bepaald gedeelte van Christiania is het wegens de drugshandel verboden om foto's te nemen. Ook foto's van de bordjes waarop dit is aangegeven, mogen niet gemaakt worden. Er zijn foto's te koop bij de diverse kraampjes.
Enkele keren per maand valt de politie Christiania binnen om softdrugs te verwijderen, met wisselend succes.
In mei 2009 verloor de Vrijstad Christiania een rechtszaak waarin de bewoners probeerden te bewijzen dat ze eigendom van het gebied hadden verkregen omdat ze het langer dan 20 jaar in gebruik hadden gehad.
In 2011 besloten de bewoners, die beslissingen nemen in plenaire vergaderingen, het gebied te sluiten voor bezoekers, maar later werd Christiania weer opengesteld.
In 2011 gaf Christiania volksaandelen uit om de plek te behouden en datgene waar ze voor staan: muziek, cultuur, sociale betrokkenheid en ecologische duurzaamheid. De aandelen vertegenwoordigen een symbolische waarde en zijn eigenlijk een donatie. Het doel was om geld binnen te halen voor het aankopen van de grond van de staat. Hiervoor was 10 miljoen euro benodigd.

## Openbare orde
De vreedzame atmosfeer in Christiania wordt in toenemende mate verstoord door rivaliserende bendes. De drugshandel heeft diverse malen tot geweld geleid, waardoor de tolerante houding van de gemeentelijke autoriteiten veranderde. Al in 2005 waren er schietpartijen tussen strijdende groepen van drugshandelaren, en op 24 april 2005 werd een man doodgeschoten en werden drie anderen verwond. In 2016 werden bij een routinecontrole door de politie agenten beschoten: twee agenten en een omstander raakten gewond.
In 2023 gaf de gemeente Kopenhagen te kennen een eind te willen maken aan de drugshandel vanwege het daarmee gepaarde toenemende bendengeweld. Een deel van de bewoners bleek het daarmee wel eens te zijn. Na een dodelijke schietpartij, eind augustus 2023, was voor de bewoners de maat vol.